# Portilla
Portilla è un comune spagnolo di 74 abitanti situato nella comunità autonoma di Castiglia-La Mancia.

## Società

### Evoluzione demografica
| 1991 |  | 1996 |  | 2001 |  | 2004 |
| ---- |  | ---- |  | ---- |  | ---- |
| 109  |  | 100  |  | 92   |  | 100  |